# Baiyankamys habbema
Espèce
Synonymes
- Hydromys habbema Tate & Archbold, 1941

Statut de conservation UICN

 DD  : Données insuffisantes
Baiyankamys habbema est une espèce de rongeurs de la famille des muridés.

## Distribution

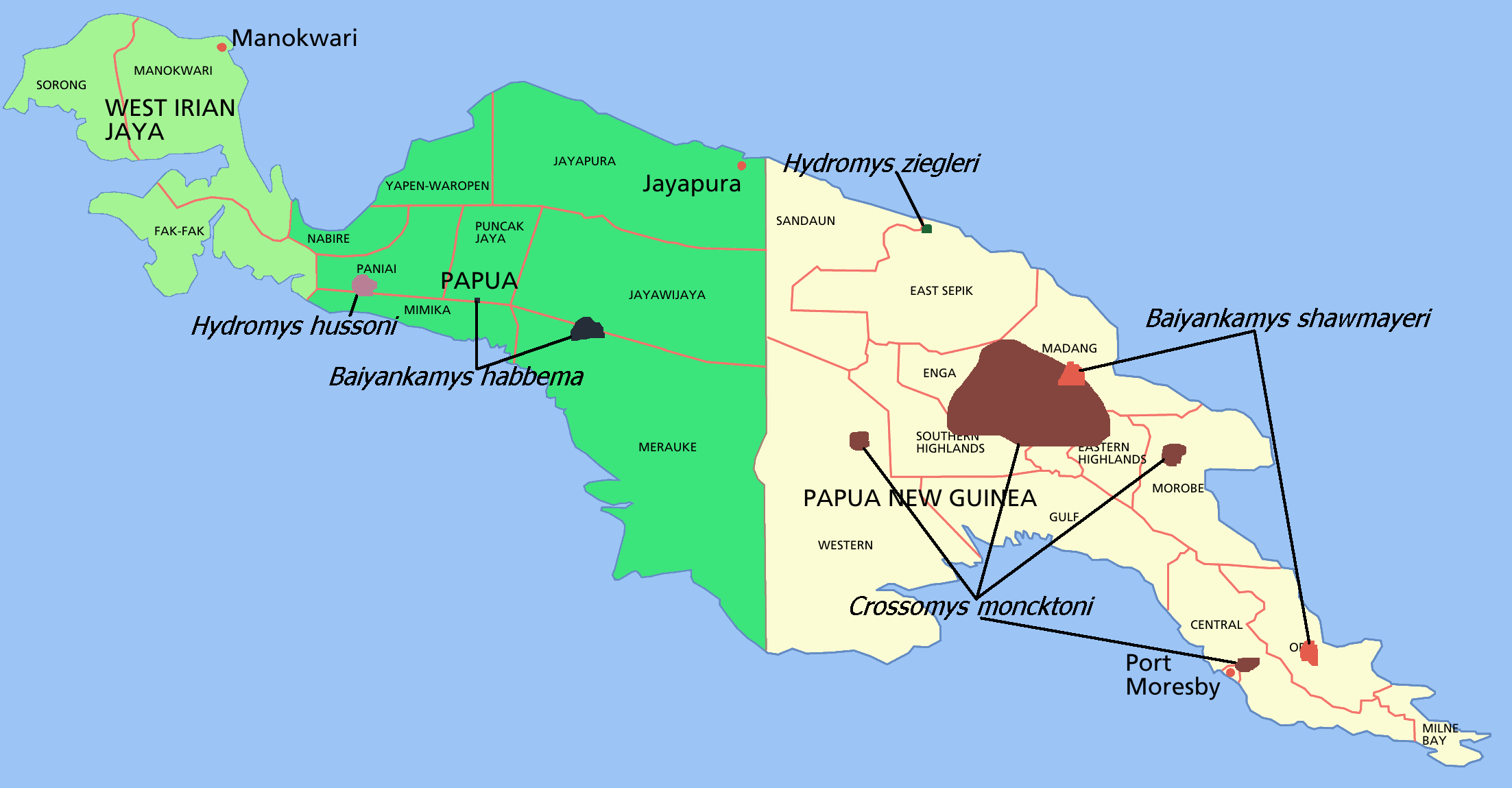
Aire de répartition de Baiyankamys habbema, en noir sur le fond vert.

Cette espèce est endémique de Nouvelle-Guinée occidentale (Indonésie). Elle est présente entre 2 800 et 3 600 m d'altitude. Elle affectionne les cours d'eau.

## Étymologie
Son nom d'espèce, habbemensis, lui a été donné en référence à sa localité type, le lac Habbema.